# Saggio sul principio di popolazione
Il Saggio sul principio di popolazione (An Essay on the Principle of Population) è un testo di sociologia pubblicato anonimamente nel 1798 sotto il nome fittizio di J.Johnson, in seguito identificato nel reverendo Thomas Robert Malthus.
All'epoca generò un grande dibattito, che terminò con la prima rivoluzione industriale, la quale, in un certo senso, ridusse il timore malthusiano. 
La sesta edizione influenzò la teoria sulla selezione naturale di Charles Darwin e Alfred Russel Wallace.
Una parte fondamentale del libro è dedicata alla legge più famosa di Malthus; questa teoria dice che i tassi di crescita della popolazione dovrebbero contribuire a un aumento dell'offerta di manodopera che porterà inevitabilmente alla percezione di salari più bassi. Di conseguenza Malthus temeva che un aumentare continuo della popolazione avrebbe portato alla povertà.
Il libro di Malthus ha avuto un impatto talmente immediato che ha alimentato il dibattito sulla dimensione delle popolazioni: in Gran Bretagna, infatti, ha portato al passaggio della legge sul Censimento del 1800. Questa legge permise lo svolgimento di un Censimento nazionale con cadenza decennale in Inghilterra, Galles e Scozia, a partire dal 1801 e tuttora in vigore.
Nel 1803 Malthus pubblicò una revisione importante della sua prima edizione, a cui diede lo stesso titolo della seconda. La sua ultima edizione (la sesta) è stata pubblicata nel 1826; tuttavia, nel 1830, egli pubblicò una versione condensata nel Riepilogo sul principio della popolazione che comprende anche osservazioni critiche sul libro principale.

## Edizioni e versioni del Principio della popolazione
- 1798: Un saggio sul principio della popolazione, per quanto riguarda il futuro cambiamento della società con le speculazioni e le osservazioni degli scrittori Sig. Godwin, M. Condorcet e pubblicato anonimamente.

- 1803: seconda edizione molto ampliata di Un saggio sul principio di popolazione con un punto di vista sull'effetto del passato e del presente sulla felicità dell'uomo.

- 1806, 1807, 1817, 1826: Pubblicò 3-6 edizioni con lievi modifiche a partire dalla seconda edizione.

- 1823: l'articolo di Malthus sulla popolazione ha dato un contributo per l'integrazione dell'Enciclopedia britannica.

- 1830: ristampa un estratto dell'articolo del 1823 come una sintesi sul principio della popolazione.